# Rhyparus sumatrensis
Rhyparus sumatrensis är en skalbaggsart som beskrevs av Leon Fairmaire 1893. Rhyparus sumatrensis ingår i släktet Rhyparus och familjen Aphodiidae. Inga underarter finns listade i Catalogue of Life.